# Kredit
Kredit (fr. crédit < it. credito, ytterst av lat. crēdere, tro på) innebär en överlåtelse av förfoganderätten till en penningsumma (penningkredit) eller fungibla varor (varukredit) på viss tid. Lån, avbetalningsköp och uppskov med betalning är exempel på olika slags krediter. Kredittagaren återbetalar vid penningkrediter kreditens nominella belopp, och vid varukrediter varornas värde i pengar eller motsvarande mängd varor. Eftersom kredittagaren inte måste återbetala skulden med samma sedlar och mynt eller samma varor kan han i princip använda dem efter eget gottfinnande. Oftast måste kredittagaren utöver det nominella beloppet eller varornas värde betala ränta, och ibland avgifter såsom fakturaavgift eller uppläggningsavgift.
Att man har kredit kan dessutom innebära att man på grund av sin betalningsförmåga anses kreditvärdig, och på grund av detta kan få låna pengar. Uttrycket kan också avse en affärsverksamhets anseende i allmänhet. 

## Historia
Kreditkort blev mest framträdande under 1900-talet. Större företag började skapa kedjor med andra företag och använde ett kreditkort som ett sätt att göra betalningar till något av dessa företag. Företagen debiterade kortinnehavaren en viss årsavgift och valde sina faktureringsmetoder medan varje deltagande företag debiterades en procentandel av den totala faktureringen. Detta ledde till att kreditkort skapades på uppdrag av banker runt om i världen. Några andra första bankutfärdade kreditkort inkluderar Bank of America's Bank Americard 1958 och American Express American Express Card också 1958. Dessa fungerade på samma sätt som företagets utfärdade kreditkort; Men de utökade köpkraften till nästan alla tjänster och de tillät en konsument att samla på sig revalverande krediter. Revalverande kredit var ett sätt att betala av ett saldo vid ett senare tillfälle samtidigt som det ådrog sig en finansieringsavgift för saldot.

## Bankemitterad kredit
Bankemitterade krediter utgör den största andelen krediter som finns. Den traditionella synen på banker som mellanhänder mellan sparare och låntagare är felaktig. Modern bankverksamhet handlar om kreditskapande. Krediten består av två delar, krediten (pengar) och dess motsvarande skuld, som kräver återbetalning med ränta. Majoriteten (97 % i december 2013) av pengarna i den brittiska ekonomin skapas som kredit. När en bank utfärdar krediter (dvs. gör ett lån), skriver den en negativ post i skuldkolumnen i sin balansräkning och en motsvarande positiv siffra i tillgångskolumnen; tillgången är inkomstströmmen för återbetalning av lån (plus ränta) från en kreditvärdig individ. När skulden är helt återbetald, annulleras krediten och skulden, och pengarna försvinner från ekonomin. Samtidigt får gäldenären ett positivt kassasaldo (som används för att köpa något som ett hus), men också en motsvarande negativ skuld som ska återbetalas till banken under löptiden. Det mesta av krediten som skapas går till köp av mark och egendom, vilket skapar inflation på dessa marknader, vilket är en viktig drivkraft för den ekonomiska cykeln.
Det finns två huvudsakliga former av privat kredit skapad av banker; osäkrade (icke-säkrade) krediter såsom konsumentkreditkort och små osäkrade lån, och säkrad (säkerhetsställd) kredit, vanligtvis säkrad mot föremålet som köps med pengarna (hus, båt, bil, etc.). För att minska sin exponering för risken att inte få tillbaka sina pengar (kreditförlust) tenderar banker att ge ut stora kreditbelopp till dem som anses kreditvärdiga, och även att kräva säkerheter; något av motsvarande värde som lånet, som kommer att föras över till banken om gäldenären inte uppfyller lånevillkoren för återbetalning. I det här fallet använder banken försäljningen av säkerheterna för att minska sina skulder. Exempel på säkrade krediter inkluderar konsumentbolån som används för att köpa hus, båtar etc. och PCP-kreditavtal (personlig kontraktsplan) för bilköp.

## Kreditbedömning
Ett system för att bedöma en persons kreditvärdighet (kreditrisker) baserat på numeriska indikatorer och olika metoder.

### Inkomstindikatorer
Skuldtjänsttäckningsgraden är förhållandet mellan disponibla intäkter och skuldtjänstbeloppet (inklusive både ränta och eventuell amortering av kapital). Ju högre skuldtjänsttäckningsgrad, desto mer inkomst finns tillgänglig för att betala skuldtjänsten och desto lättare och billigare blir det för låntagaren att få finansiering. Inom fastighetsbranschen är detta en viktig indikator på en fastighets lönsamhet. I slutet av 1990-talet och början av 2000-talet krävde bankerna ofta ett DSCR på minst 1,2, även om vissa antog lägre nyckeltal, en praxis som förknippades med finanskrisen 2008. Ett DSCR över 1 indikerar ett tillräckligt kassaflöde, medan ett DSCR under 1 signalerar ett potentiellt underskott. Inom den kommersiella fastighetssektorn är det lägsta DSCR-värdet som fastställts av långivare 1,25, vilket innebär att fastighetens driftnetto (NOI) är 25% högre än den årliga skuldtjänsten. DSCR (skuldtjänsttäckningslån) är ett innovativt finansieringsalternativ för fastighetsinvesterare som vill ha lån baserade på hyresintäkter snarare än personlig inkomst.

### Kostnadsindikator
Belåningsgrad är förhållandet mellan lånebeloppet och det totala värdet av de säkerheter som utgör säkerhet för lånet.
Vid hypotekslån uttrycks till exempel förhållandet mellan lånebeloppet och fastighetens värde oftast som en "handpenning".

### Borgen in och ut
En skuldförbindelse anses vara säkerställd om borgenären kan kräva vissa säkerheter. Säkerheten kan vara en fordran på skatteintäkter (i fallet med en regering), en specifik tillgång (i fallet med ett företag) eller ett hus (i fallet med en konsument). Skulder utan säkerhet inkluderar finansiella skulder för vilka borgenärerna inte kan kräva låntagarens tillgångar för att tillgodose sina fordringar. 

### Kreditvärderingsinstitutens roll
Kreditupplysningsföretagen samlar in information om konsumenternas kredit- och betalningshistorik. Långivare, till exempel banker och kreditkortsföretag, använder kreditpoäng för att bedöma den potentiella risken i samband med utlåning till konsumenter.

### Statistik
| Schweiz | Nederländerna | Luxemburg | Danmark   | Sverige | Japan    | Lettland | Spanien   | Litauen | Estland   | Australien | Portugal | Tyskland | Storbritannien |
| ------- | ------------- | --------- | --------- | ------- | -------- | -------- | --------- | ------- | --------- | ---------- | -------- | -------- | -------------- |
| 1 %     | 4 %           | 5 %       | 5 %       | 5 %     | 7 %      | 8 %      | 9 %       | 9 %     | 9 %       | 9 %        | 10 %     | 12 %     | 12 %           |
| Finland | Irland        | Österrike | Frankrike | Belgien | Tjeckien | Italien  | Slovakien | USA     | Slovenien | Grekland   | Polen    | Kanada   | Ungern         |
| 12 %    | 12 %          | 13 %      | 14 %      | 14 %    | 16 %     | 16 %     | 19 %      | 23 %    | 23 %      | 27 %       | 29 %     | 29 %     | 44 %           |